# SPHERE -feat.デーモン閣下-
「SPHERE -feat.デーモン閣下-」（スフィア -フィーチャリング・デーモンかっか-）は、小柳ゆきの2作目の配信限定シングル

## 解説
シングルとしては、「Prelude」以来、約8ヶ月振りとなる。
本作は宇宙をテーマに小柳自身が作詞を手掛けている。
コラボレーションしたデーモン閣下とは、過去にデーモンのソロアルバム『MYTHOLOGY』収録の「A STORY OF THE AGES -神話溶融-」にてコラボしたことがあるが、小柳の作品としてのコラボレーションは本作が初となる。

## 収録曲
1. SPHERE -feat.デーモン閣下-
作詞：小柳ゆき /作曲：矢野まき、松岡モトキ/編曲：松岡モトキ、佐久間薫